# Martin Kruskal
Martin David Kruskal (New York, 28 september 1925 – Princeton, 26 december 2006) was een Amerikaanse wiskundige en psychometrist. Hij studeerde aan de Universiteit van Chicago en de New York University. In 1952 promoveerde hij in New York bij Richard Courant. Kruskal werkte gedurende vele jaren aan de Princeton University en was zijn laatste jaren verbonden aan de Rutgers University. Hij deed onderzoek naar asymptotiek, solitons en surreële getallen. Samen met Peter Szekeres introduceerde hij de Kruskal-Szekeres coördinaten in de Kerr-oplossing van de veldvergelijking van Einstein in vacuüm. Hij bedacht de Kruskal-telprocedure, die goochelaars in de wereld van de Markov-ketens introduceerde.
Kruskal is sinds 1980 lid van de National Academy of Sciences en hij ontving in 1993 de National Medal of Science. In 2006 won Kruskal de Steele Prize voor innoverende bijdragen aan onderzoek.
Twee broers van Martin Kruskal, Joseph Bernard Kruskal (geboren in 1929; grondlegger van multidimensional scaling, mede-bedenker van solitonen en surreële getallen en opsteller van Kruskals algoritme) en William Kruskal (1919–2005);  ontwikkelde de  Kruskal-Wallistoets), zijn ook wiskundige.